# San Agustín (Florida)
San Agustín (en inglés: Saint Augustine) es una ciudad del condado de San Juan de Florida, Estados Unidos, en la región conocida como «la Primera Costa de Florida». En el censo del año 2020, la ciudad tenía una población de 14 329 habitantes. Fue fundada en septiembre de 1565 por el explorador y almirante español Pedro Menéndez de Avilés y es la ciudad de origen español y europeo más antigua del territorio continental de Estados Unidos habitada de forma permanente.

## Historia

### Fundación de San Agustín por Pedro Menéndez de Avilés
San Agustín es el asentamiento europeo más antiguo ocupado hasta la actualidad en los Estados Unidos. Los españoles ya habían explorado con anterioridad la zona, en expediciones que tuvieron lugar entre 1513 y 1563, con el fin de explorar la Florida española, y dirigidas por diversos conquistadores: Juan Ponce de León en 1513, Lucas Vázquez de Ayllón en 1526, Pánfilo de Narváez en 1527 —junto a su alguacil mayor Álvar Núñez Cabeza de Vaca, quienes además tenían por objetivo la búsqueda de la «fuente de la eterna juventud»— y Hernando de Soto en 1539, entre otros, pero todas sin llegar a levantar ninguna fortificación estable.
Mientras tanto, el hugonote francés Jean Ribault, un oficial al mando del almirante Gaspar de Coligny, condujo una expedición a Norteamérica que fundó en mayo de 1562 un establecimiento que llamó Charlesfort —en la actual Carolina del Sur— en Parris Island, pero el despotismo del capitán Albert de la Pierria incitó a los soldados a rebelarse contra su autoridad, siendo finalmente depuesto y asesinado. Posteriormente un incendio destruyó la mayor parte de las casas del pueblo, y fue abandonado entre enero y marzo de 1563, por lo que los supervivientes eligieron retornar a Francia en un buque que lograron construir. Si bien la mayoría perecería en alta mar, unos pocos fueron rescatados en la costa inglesa.
Otro hugonote, René Goulaine de Laudonnière, fundó el 22 de junio de 1564 el primer establecimiento europeo en la actual Florida llamado Fort Caroline —actual Jacksonville, lugar que sería repoblado en 1781 por los británicos— en la desembocadura del río San Juan. Como se retrasaba el envío de provisiones desde Francia, la colonia experimentó una escasez de alimentos que provocó el amotinamiento de algunos soldados que se convertirían en piratas, atacando a los buques españoles en el Caribe. Finalmente Ribault regresó de nuevo en agosto del siguiente año y tomó el mando de la colonia francesa de La Floride.
A consecuencia de esos acontecimientos y con el pretexto de las guerras de religión francesas, la Corona española dio la orden a Pedro Menéndez de Avilés de desembarcar, con una fuerza hispana aliada a los timucuas, el 2 de septiembre del citado año en el establecimiento de piratas franceses —allí continúan sus tumbas—, renombrando a la fortaleza como «San Mateo». Hasta que fueron atacados por los franceses en 1569.
A los pocos días Menéndez de Avilés fundó el fuerte, y luego ciudad, de «San Agustín de la Florida» el 8 de septiembre de 1565. Poco después, envió un contingente que atacó la colonia hugonota, situada a 65 km, y mató a todos sus habitantes con el argumento de que eran protestantes. De este modo, fracasó el primer intento de convertir a Estados Unidos en un refugio religioso.

### Acoso de corsarios ingleses a San Agustín
La vida de la ciudad de San Agustín no fue pacífica. En 1586 fue atacada por el corsario Francis Drake, al servicio de la Monarquía inglesa. Sus edificios fueron arrasados y quemados, pero sin que ello quebrara la voluntad de España de mantener allí su presencia. En esta ciudad, el 29 de septiembre de 1633 fallecía en el cargo Andrés Rodríguez de Villegas, quien fuera el XIII gobernador de la provincia de La Florida.
Tampoco cejó la Corona española ante el ataque del capitán pirata Robert Searle, que tuvo lugar ochenta y dos años después, o ante los sucesivos asaltos británicos de 1702 y 1740, siempre peligrosos y atroces, pero siempre sin éxito.
El Castillo de San Marcos, cuya actual traza data de 1672, sustituto de anteriores construcciones de madera que allí mismo se levantaron, es un importante ejemplar de la arquitectura militar española en las Américas, con baluartes apuntados hacia el exterior, y no se construyó en piedra, sino en coquina: una mezcla de moluscos y arena, aglutinada por la cal de las conchas, que resultó ser un excelente material, que no se destrozaba ante los proyectiles del enemigo, sino que los absorbía.

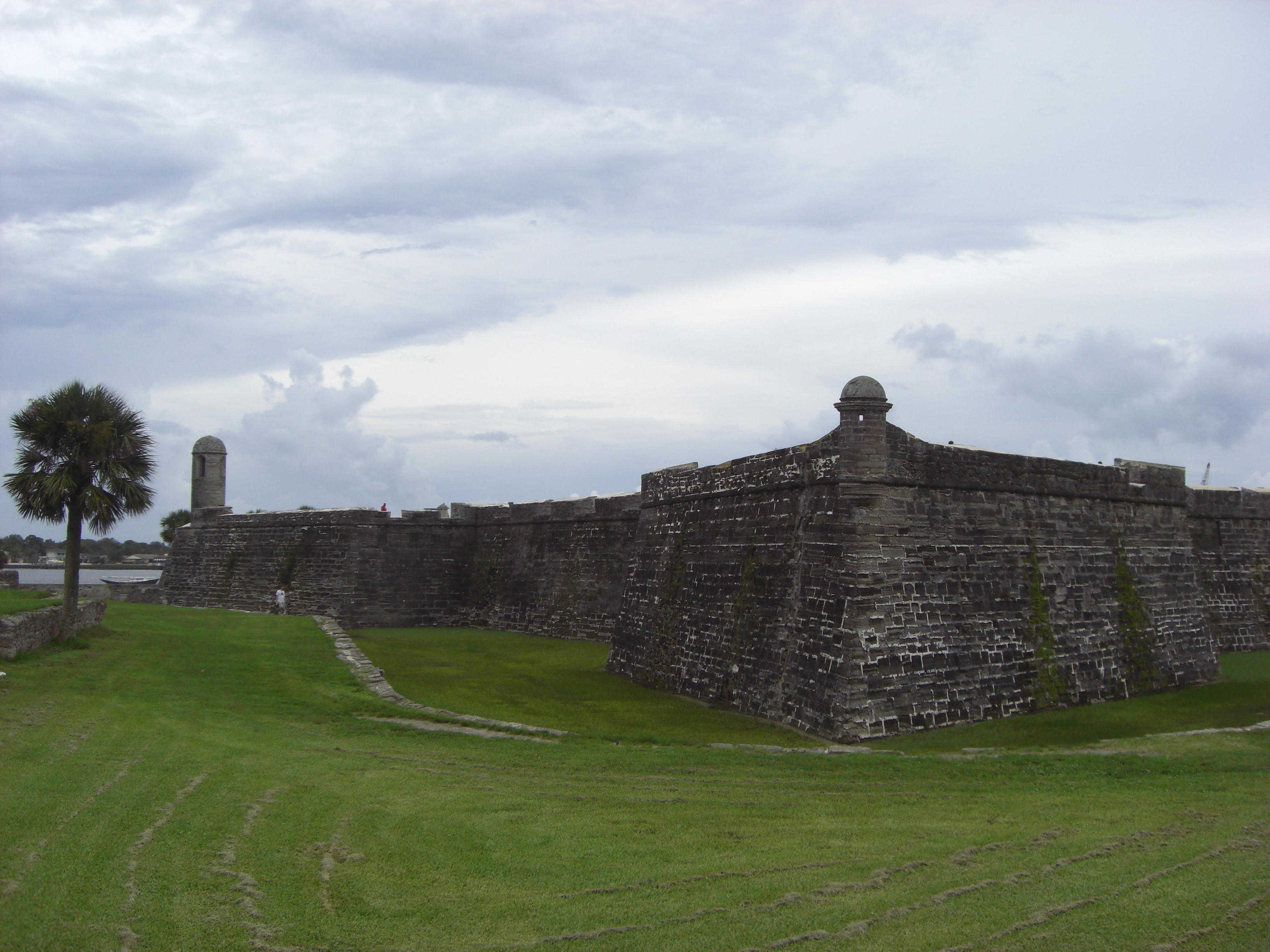
Vista del Castillo de San Marcos con la empalizada construida para proteger la ciudad.
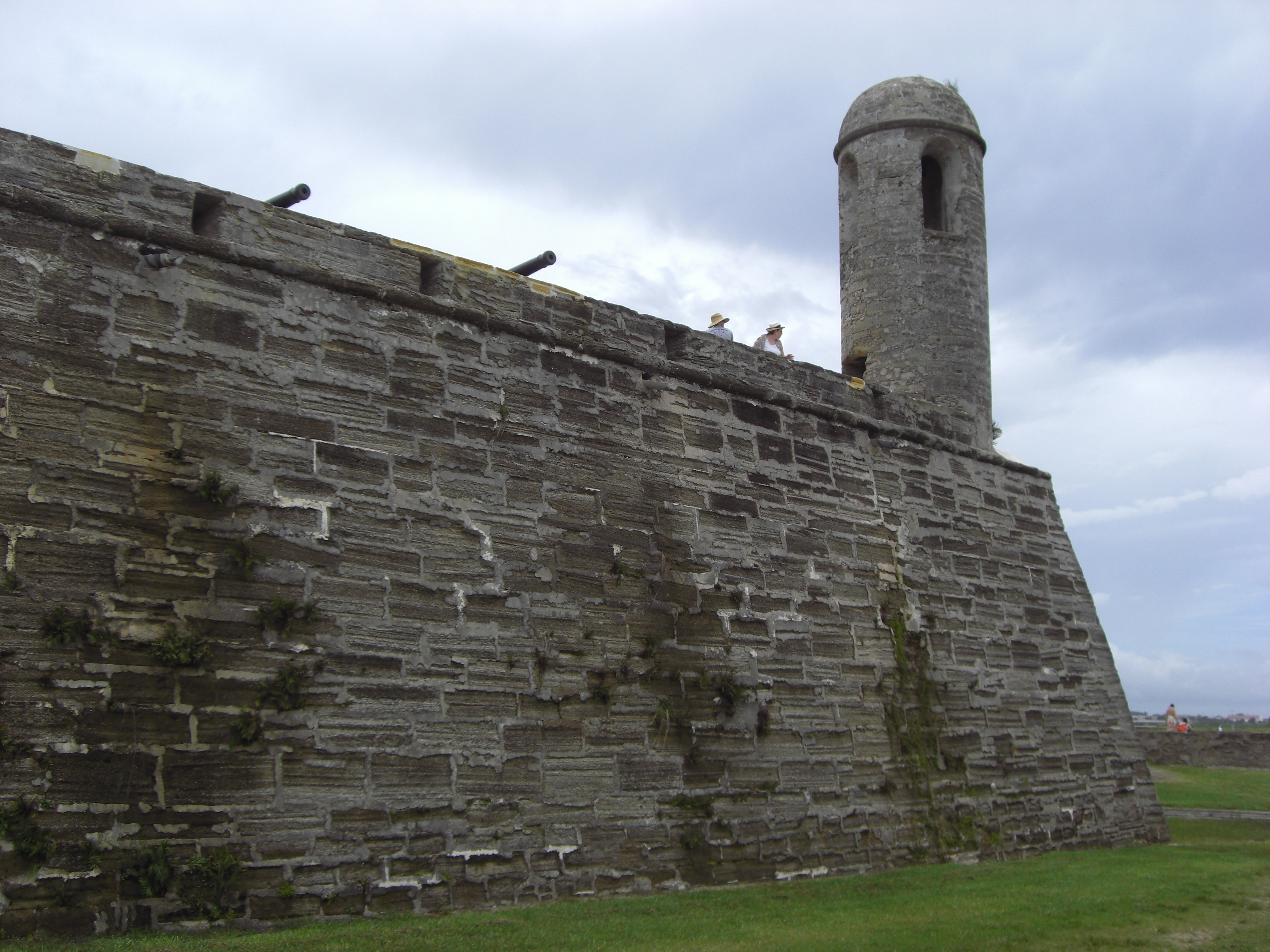
Bastión sureste (llamado San Agustín) del Castillo de San Marcos.
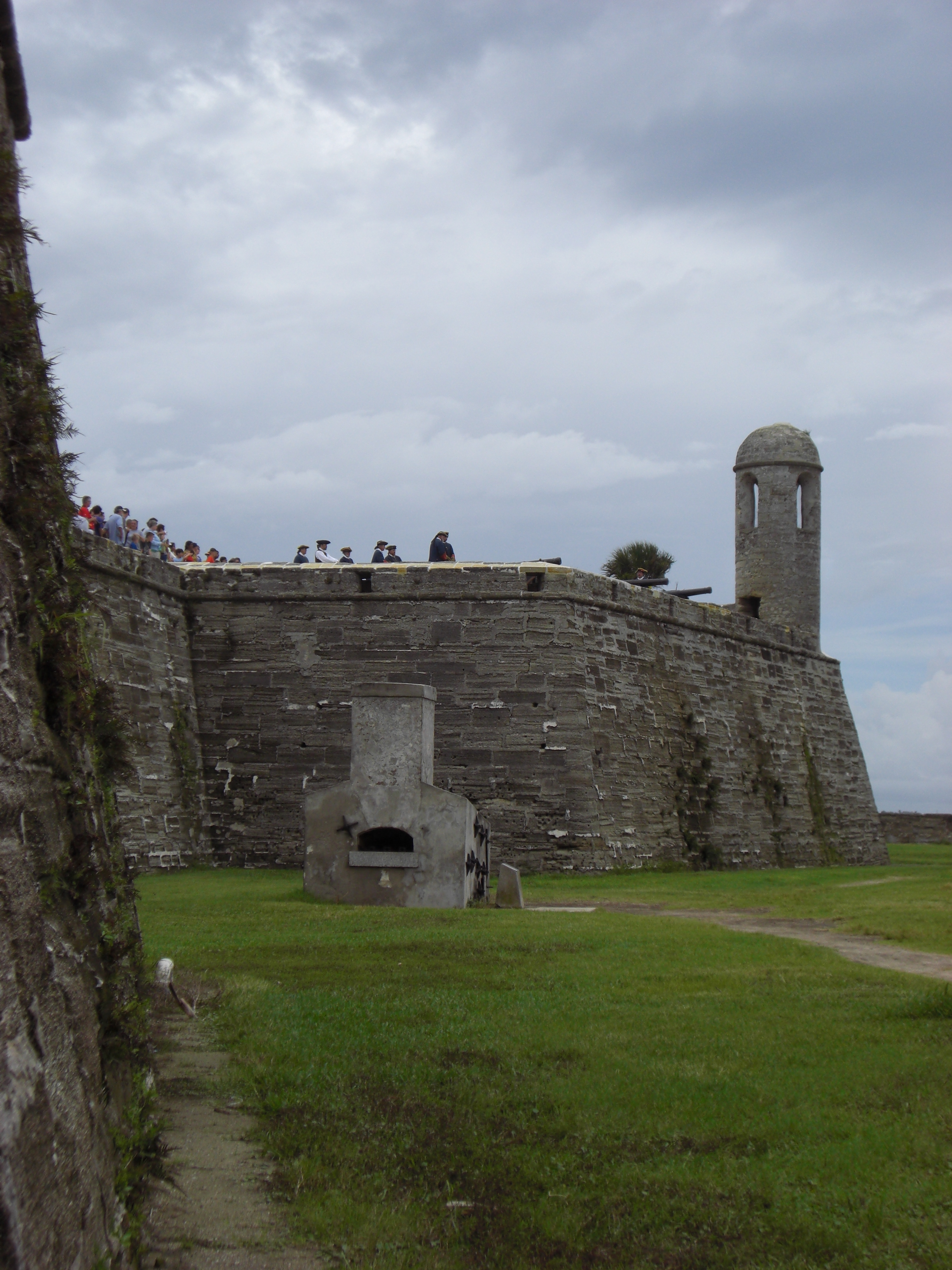
Cañones del Castillo de San Marcos.
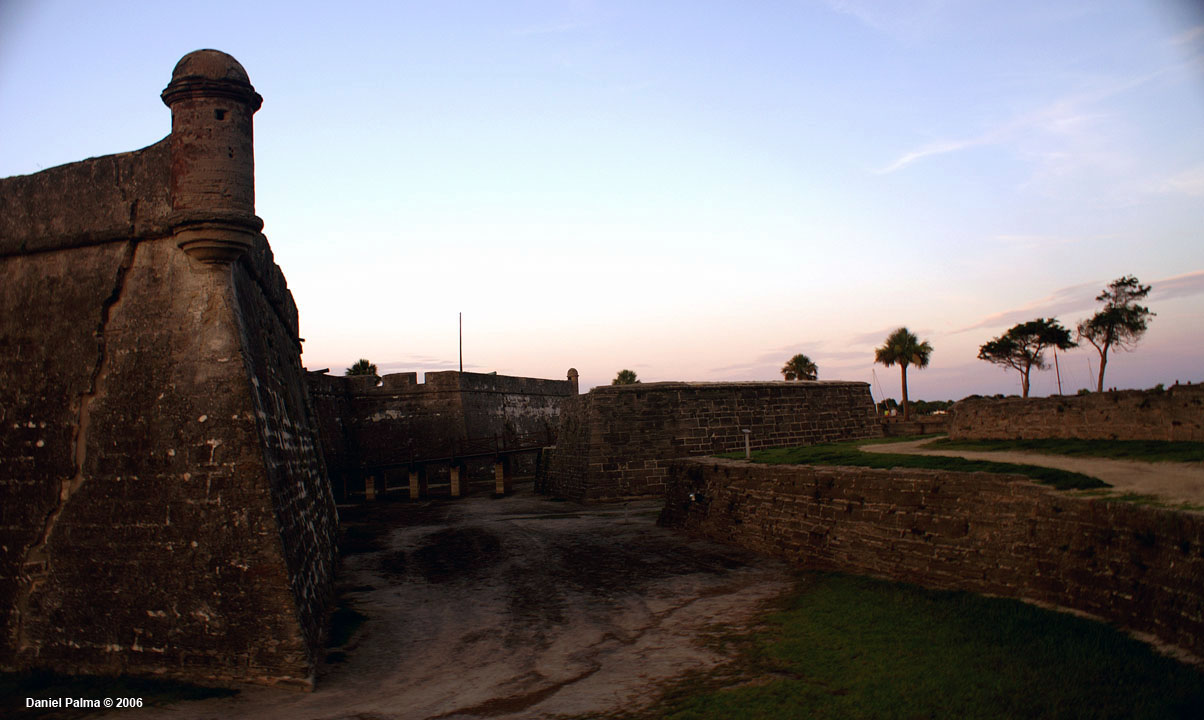
Bastión suroeste (llamado San Pedro) del Castillo, mostrando el ravellín del fuerte.

### Refugio de esclavos británicos en la ciudad
La cercanía geográfica de San Agustín respecto de las colonias inglesas de Carolina del Sur propició un fenómeno que no es demasiado conocido: el establecimiento de un verdadero santuario de libertad para los negros que huían de la esclavitud británica.
Ciertamente, en la época, la esclavitud africana era legal en las posesiones españolas pero las condiciones de los esclavos británicos y españoles no eran las mismas.
El régimen de servidumbre español permitía, por ejemplo, que los esclavos tuvieran dinero propio que pudieran usar para comprar su libertad, los autorizaba a llevar a sus señores ante los Tribunales, impedía que se rompieran familias por motivos de venta y constituía, en definitiva, un sistema más benigno que no era desconocido por los esclavos que padecían el muy riguroso ordenamiento británico.
Ya en 1688 se corrió la voz entre los esclavos negros de Carolina del Sur de que San Agustín era un santuario para quienes escapaban. En 1687 había llegado el primer grupo de fugitivos, compuesto por ocho hombres, dos mujeres y un niño. Y el goteo fue a partir de entonces incesante, hasta llegar a cifras cercanas a la centena, como se ha dejado dicho.
De la política hispana de acogida queda testimonio en la real cédula otorgada en 1693 por Carlos II de España que cabalmente expresaba su voluntad de que «dando libertad a todos, tanto a los hombres como a las mujeres, sea ello ejemplo de mi liberalidad y dé lugar a que otros hagan lo mismo».
Aunque ya se venía produciendo un goteo de esclavos fugitivos hacia la plaza española, fue la llegada de no menos de cien de ellos en 1738 lo que dio lugar al establecimiento de una población fortificada a unas millas al norte del castillo de San Marcos: el del fuerte Mosé, convirtiéndose de esta forma en el primer sitio —de lo que hoy son los Estados Unidos— en que los negros pudieron vivir en libertad.
Desdichadamente, en la actualidad no ha habido ningún productor cinematográfico que se haya arriesgado a divulgar este episodio de libertad que es historia común de España y de los Estados Unidos, si bien sí sea conocido y divulgado por los católicos norteamericanos —a título de ejemplo, la página sobre este particular de la diócesis de Denver— y sean de mucho mérito los esfuerzos que han venido haciendo el Old Florida Museum y el Florida Museum of Natural History, este bajo la dirección de la profesora Kathleen Deagan, para indagar y dar a conocer lo que aquello fue, hasta la apertura en 1991, de la exposición itinerante Fort Mose: America’s Black Fortress of Freedom.
Curiosamente, ni los primeros esclavos en América habían sido africanos, ni los primeros africanos en América habían sido esclavos. Mientras que los primeros esclavos eran amerindios, estaban arribando en las primeras expediciones a las Américas como hombres libres, marineros, soldados y colonos de raza negra, como por ejemplo: Juan de las Canarias, que se había enrolado en la Santa María con Cristóbal Colón; Juan Garrido, que partió desde Sevilla, por su propia voluntad, hacia La Española (Santo Domingo) y participó en las exploraciones de Ponce de León y luego, en las campañas de Cortés con el que combatió en Tenochtitlán; también Estebanico, explorador de Pánfilo de Narváez, quien, tras fracasar la expedición a la Florida de 1528, fue uno de los cuatro, de cuatrocientos, que sobrevivieron al conseguir llegar andando, tras ocho años de caminar, desde la Florida hasta México, para luego morir en combate contra los indios zuni; además de Juan Valiente, que guerreó en Guatemala, en el Perú y en Chile, y como otros de los que no cabe memoria.

### Esclavitud en las Trece Colonias y la captación hispana
Aunque el celo de la reina Isabel I de Castilla prohibió en su testamento la servidumbre de los indios: «no consientan ni den lugar que los Indios vecinos y moradores de las dichas Indias y Tierra Firme, ganadas y por ganar, reciban agravio alguno en sus personas ni bienes, más manden que sean bien y justamente tratados», es cierto que esa real voluntad se quebró no pocas veces en la práctica, llegándose a justificar la esclavitud de aquellos indios que rehusaran la conversión o practicaran el canibalismo.
No hay duda de que la existencia de hombres libres de raza negra bajo el régimen español alentó que se constituyera aquella comunidad de Santa Teresa de Mosé, que fue, según han escrito Katlheen Deagan y Darcie MacMahon, un símbolo de esperanza para muchos africanos de la colonia inglesa.
Aunque la hospitalidad española respondía a la convicción de que quienes libremente abrazaran la religión católica debían vivir como hombres libres, hay que presumir que, junto a tal creencia, operaría la conveniencia de restar fuerza económica a las colonias británicas, generar inseguridad y ganar nuevos trabajadores, aunque en régimen de libertad. Y es que en Carolina del Sur, sobre una fuerza de trabajo de cuarenta mil esclavos negros, dominaba una población blanca de solo veinte mil colonizadores, en una proporción que hacía extremadamente preocupante cualquier intento de revuelta.
Al incrementarse constantemente el número de quienes escapaban de las plantaciones esclavistas de Carolina, se llegó a constituir, en 1738, bajo bandera de España, una milicia negra, con oficiales de la propia raza, como lo fue el capitán Francisco Menéndez, en otro tiempo esclavo evadido. Y no se trataba de una fuerza simbólica, sino bien operativa, habida cuenta de que su calidad de veteranos fugitivos les había dado un buen conocimiento de la zona, mientras que su condición de antiguos esclavos los hacía valientes y con resuelta voluntad de vencer, para no volver jamás a la servidumbre.
Destruido el Fuerte Mosé por los ingleses en 1740, sus ocupantes se defendieron desde San Agustín, que resistió.

### Traspaso de San Agustín de España al Reino Unido de Gran Bretaña

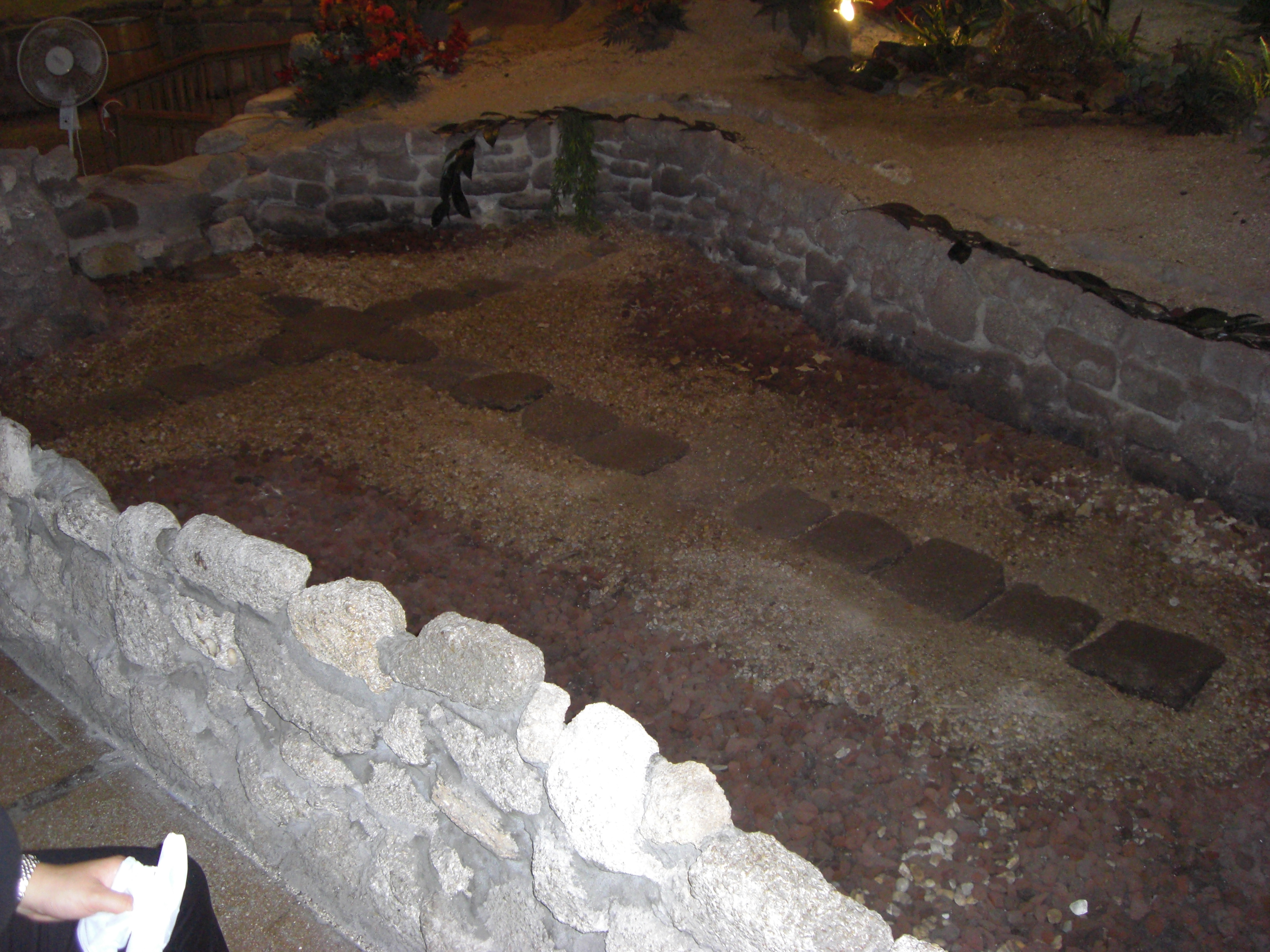
Fuente de la Juventud.

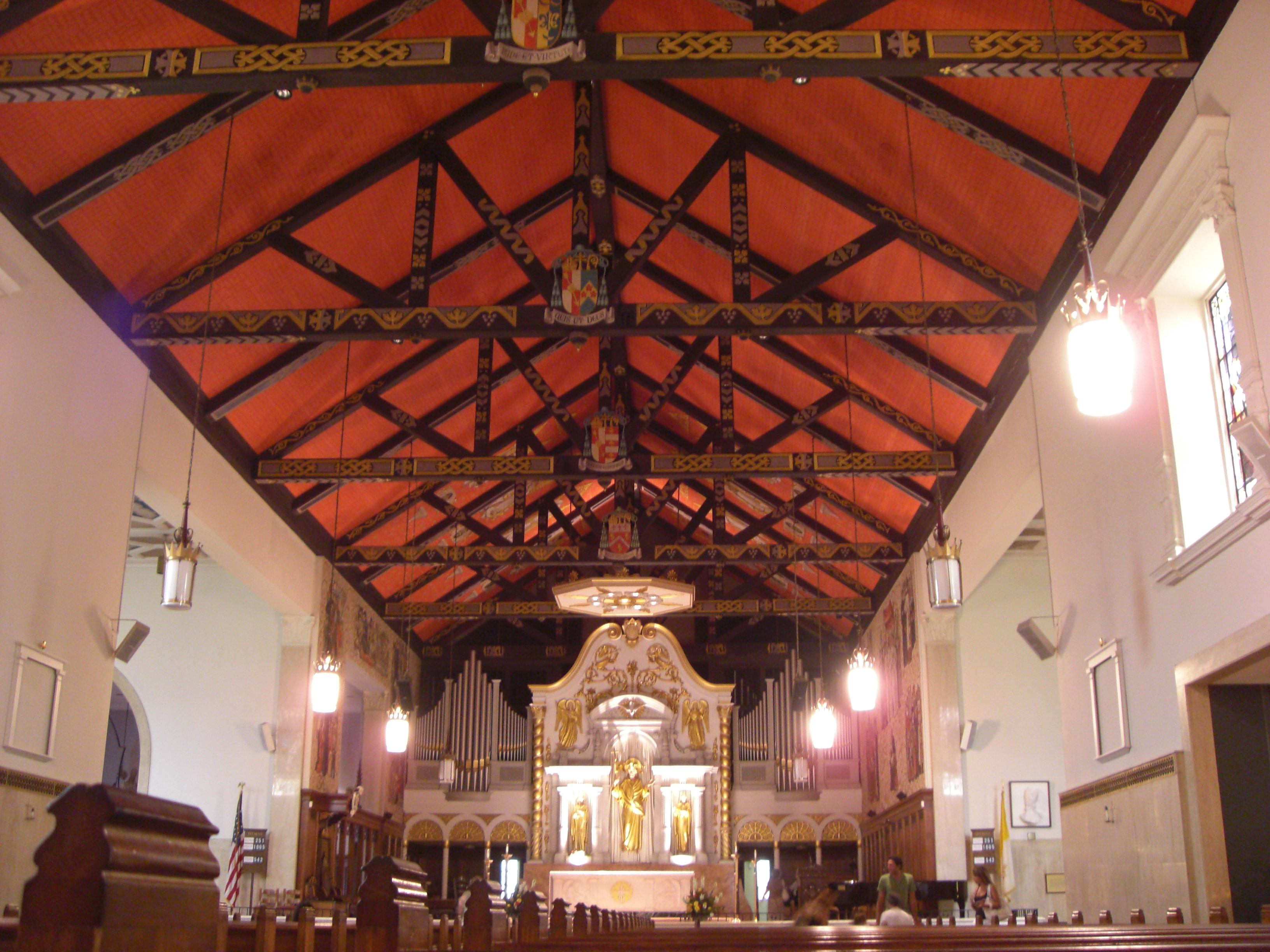
Catedral de San Agustín.

Por ironías de la política, la imbatida San Agustín vino a ser pacíficamente otorgada a la Corona británica el 20 de julio de 1763, cuando por el Tratado de París se entregó pacíficamente la Florida al Reino Unido de Gran Bretaña e Irlanda. San Agustín fue nombrada capital del territorio de Florida Oriental. Los que habían sido defensores del Fuerte Mosé, embarcaron junto a los pobladores de procedencia peninsular hacia la isla de Cuba, especialmente hacia Matanzas, en donde siguieron su vida como hombres libres. En 1777 se instalaron en San Agustín los colonos supervivientes de la fallida colonia agrícola de New Smyrna, fundada en 1768 por el británico Andrew TurnbalI. Se trató de griegos otomanos ortodoxos procedentes de Mani y de menorquines, de cuyo paso por San Agustín es testimonio el Santuario de San Focio o capilla Menorquina.
Nuevamente retornaría a España durante la guerra de Independencia de los EE. UU. a consecuencia de la victoria de Bernardo de Gálvez en la batalla de Pensacola en 1781 y del Tratado de París (1783).

### Devolución de la urbe y la Florida a la Corona española

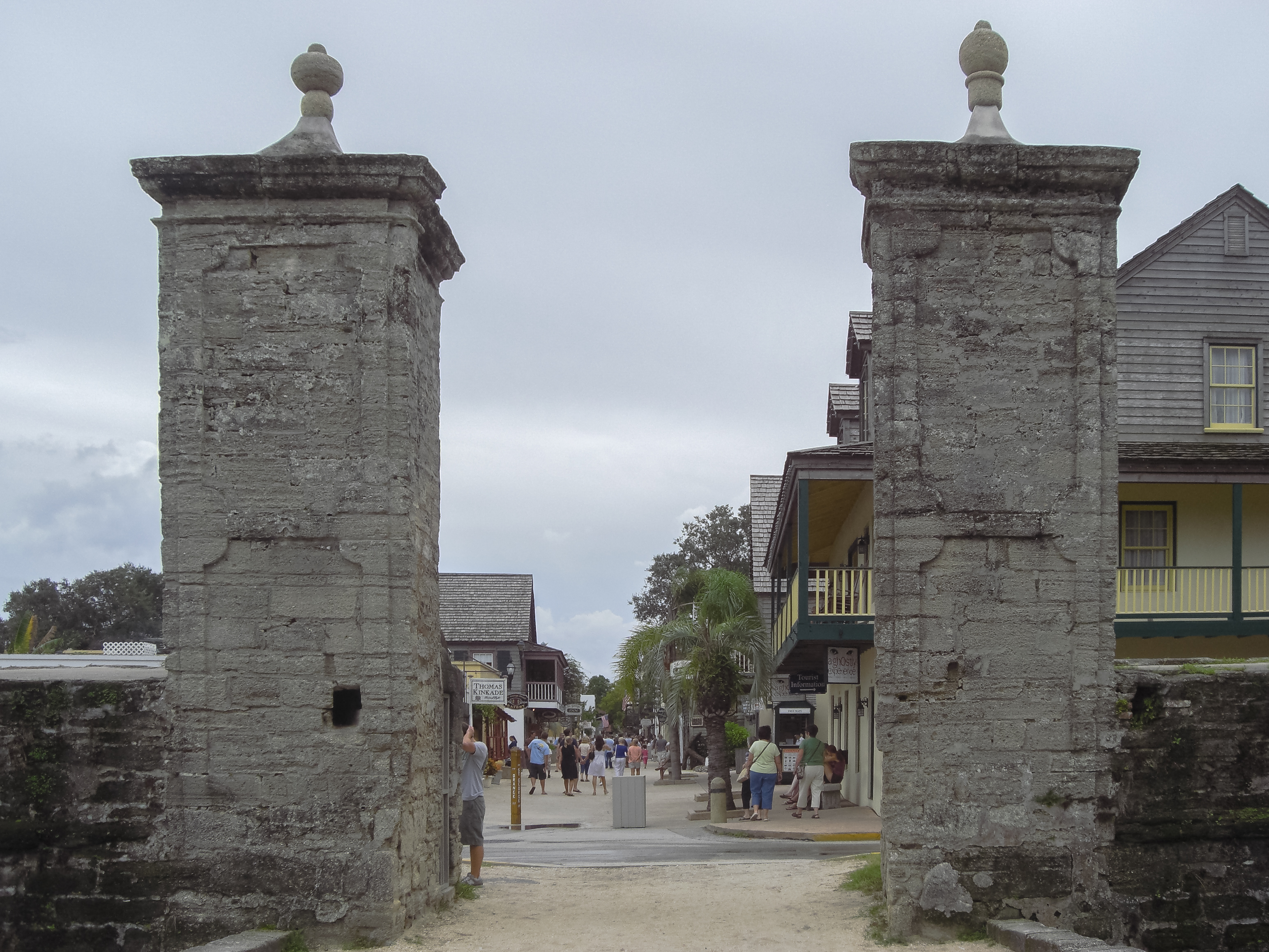
Antigua puerta de la ciudad de San Agustín, Florida, EE. UU.

A pesar del Tratado de Paz de París de 1783 por el que Florida Occidental y Oriental volvían a España a cambio de las Bahamas, un contingente británico situado en la ciudad de San Agustín, en la Florida oriental, se resistió a devolver la ciudad a la capitanía general de Cuba, gobernada entonces por Luis de Unzaga y Amézaga, quien tuvo que enviar una expedición de 600 hombres para evacuar a los ingleses de la ciudad de San Agustín; objetivo que se logrará el 12 de julio de 1784. En el verano de ese mismo año, Luis de Unzaga y Amézaga nombra a su primer gobernador, Vicente Manuel de Céspedes y Velasco, tras 20 años en manos inglesas, al que encomendará la reparación de todos los edificios públicos y militares, junto al comandante de ingenieros Mariano de la Rocque.
Junto con los militares y sus familias retornaron a San Agustín algunos de los antiguos esclavos, cuando La Florida volvió a España. En 1812 rindieron un último servicio al aplastar al ejército Florida Patriots que se habían atrevido a ocupar Mosé, reclamando el territorio para los Estados Unidos.
En aquella ocasión, una vez más, se destruyó el viejo fuerte, cuyo asentamiento quedaría enterrado en las marismas, para ser explorado sólo al cabo de muchos años, no ya por soldados, sino por voluntariosos investigadores. Es de destacar que el 17 de octubre de 1812, el gobernador español de la Florida, Sebastián Kindelán, caballero de la Orden de Santiago, inauguró en San Agustín un obelisco y bautizó la plaza de la Constitución en honor a la primera Constitución Española, más conocida como la Pepa. Aún hoy existe en la plaza de la Constitución dicho obelisco.

### SigloXIX
Las presiones anexionistas estadounidenses supusieron la pérdida de ambas Floridas, quedando reducida la presencia española tan solo a las ciudades de San Agustín y Pensacola (esta última estaba prácticamente en poder estadounidense); viendo España que no podría recuperar Florida y temiendo perder también Tejas, firmó el Tratado de Adams-Onís con la garantía de preservar las fronteras de Nueva España. La ciudad fue entregada por el último gobernador español, José Coppinger el 10 de julio de 1821. Florida se constituyó en Territorio de los Estados Unidos hasta 1845, cuando se convirtió en un estado de los mismos. En 1861, comenzó la Guerra Civil y se unió a los Estados Confederados de América.
El 7 de enero de 1861, días antes de la secesión de Florida, tropas estatales tomaron el fuerte de San Agustín que estaba custodiado por una pequeña guarnición. Sin embargo, las tropas federales leales al gobierno estadounidense reocuparon la ciudad el 11 de marzo del corriente y la retuvieron bajo su control durante los siguientes cuatro años de guerra.
Entre las construcciones coloniales de la era española que permanecen en la ciudad figura el Castillo de San Marcos. La fortaleza repelió con éxito los ataques británicos del siglo XVIII, fue ocupada por tropas unionistas durante la guerra de Secesión y después sirvió como prisión para los nativos americanos. Hoy el «Castillo de San Marcos» es un monumento nacional de los Estados Unidos.
En el siglo XIX el ferrocarril llegó a la ciudad, que se convirtió en un balneario invernal para los adinerados, gracias al industrialista Henry Flagler. Numerosas mansiones y palacios grandes de esta era se transformaron en hoteles o se les dio otro uso, como por ejemplo, la Universidad de Flagler, el Instituto Flagler y museos. Flagler continuó construyendo en diferentes puntos a lo largo de la costa este de Florida, incluyendo su Ferrocarril de la Costa Este de la Florida, cuyo punto final era Cayo Hueso en 1912.

## La Iglesia católica y Nuestra Señora de la Leche
El paraje donde Menéndez y los suyos desembarcaron, y que luego pasara a ser la «Misión de Nombre de Dios», es hoy de la Iglesia católica que lo mantiene y venera como el lugar más santo del país, por tratarse del primer lugar de los hoy territorios estadounidenses en donde se celebró la Santa Misa.
Se trata de un espacioso y grato parque para la oración y la meditación, cuidado y arbolado junto al mar, amparado por una cruz muy elevada, salpicado de rincones de referencia mariana y custodio de la ermita en donde se venera a María bajo la nada corriente advocación de «Nuestra Señora de la Leche», en una imagen de la Virgen lactante.
Aunque hay ya rastros en las catacumbas romanas de la devoción a la Virgen de la Leche, por la que se venera a Santa María cuidando tiernamente del cuerpo del Niño Jesús y que fuera una devoción extendida por toda Europa, arraigó con particular intensidad en la España del siglo XVI, donde el rey Felipe III ordenó en 1598 levantar una ermita en su honor.
Conocedores y seguidores de tal devoción, los primeros pobladores españoles consagraron la primera ermita dedicada a la Virgen en lo que hoy es territorio estadounidense, bajo el nombre de «Nuestra Señora de la Leche», cuya imagen era copia de la que se veneraba en Madrid, de modo que habiendo sido destruida el 13 de marzo de 1936 esta última que era la original, por ser devastada la iglesia madrileña de San Luis —en la hoy Gran Vía— en que se encontraba, debido a los disturbios antirreligiosos de los albores de la guerra civil, la réplica que se halla hoy en la Florida es lo más cercano que nos queda de aquella que fue modelo, si bien también haya imágenes bajo el mismo título en Astorga, en Palas de Rey, en Pisa y en Budapest.

## La ciudad en la actualidad

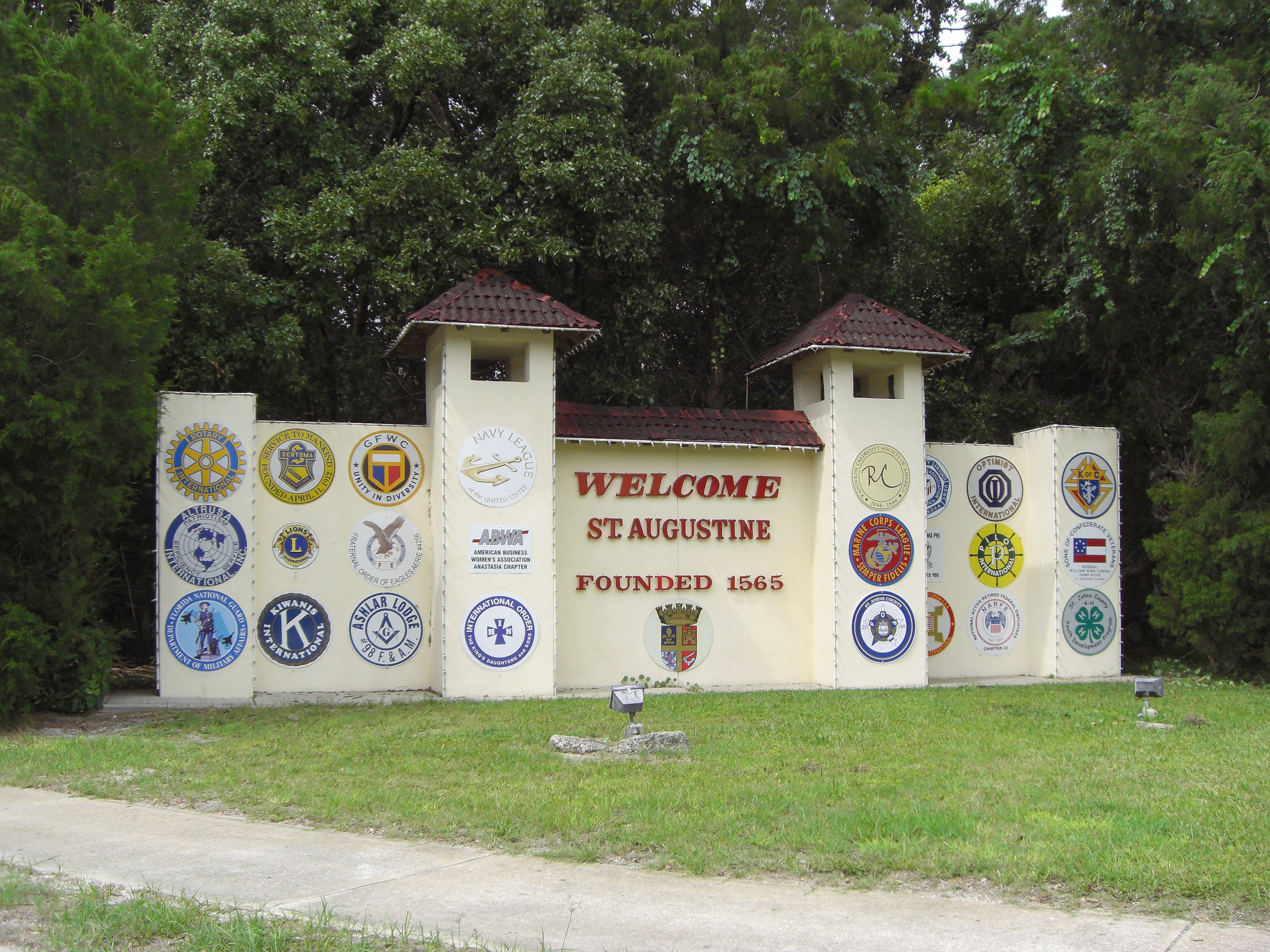
Señal al entrar a San Agustín.

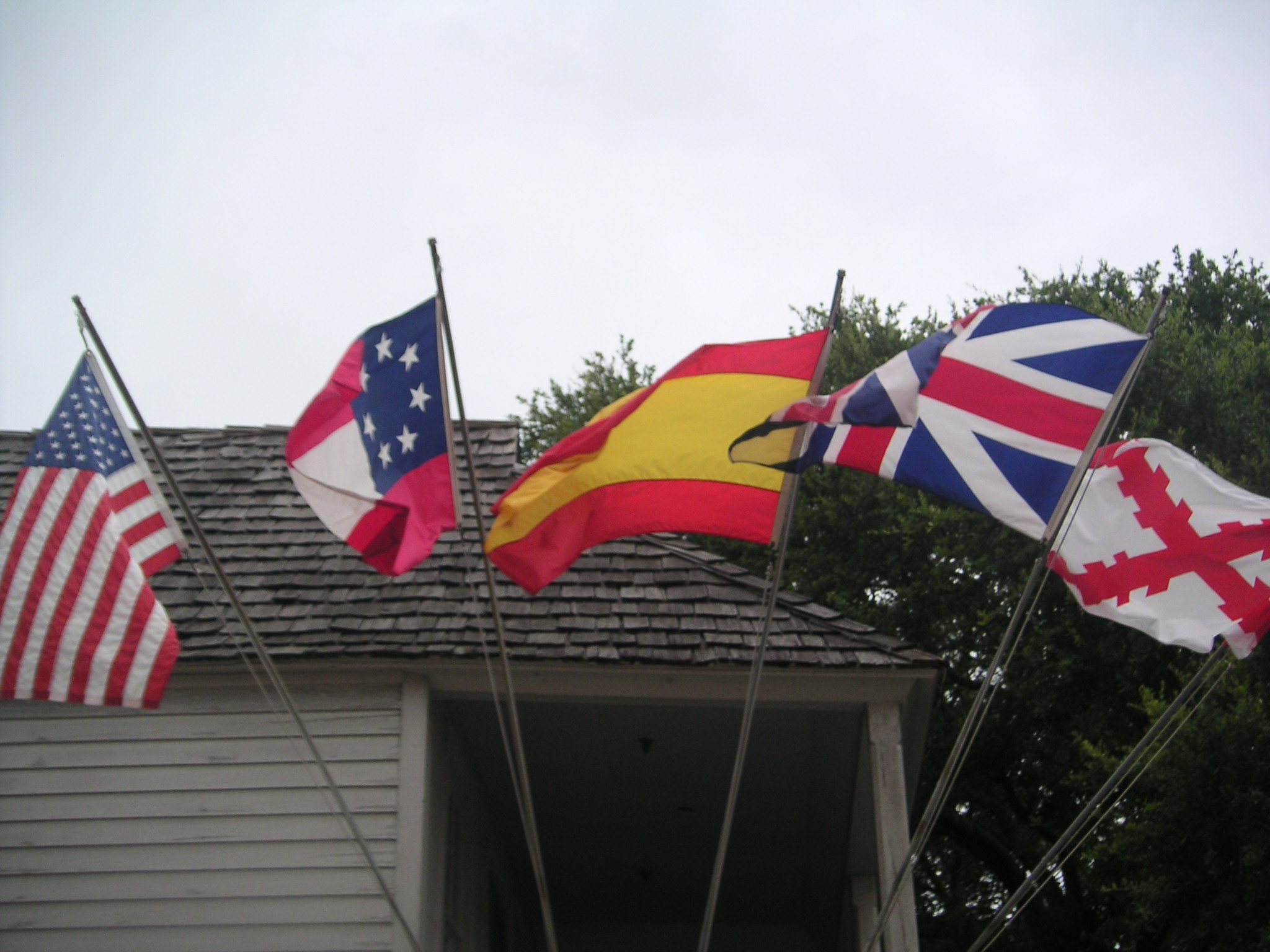
Las cinco banderas que han ondeado en San Agustín desde 1565. Desde la izquierda: la bandera de EE. UU.; la bandera de los Estados Confederados, la bandera moderna de España, la bandera británica y la antigua bandera española con la Cruz de Borgoña.

La ciudad es una atracción turística por la rica cantidad de edificios de estilo colonial español. En 1938 el parque temático Marineland abrió al sur de San Agustín, convirtiéndose en uno de los primeros parques temáticos de Florida y comenzando el desarrollo de esta industria en las siguientes décadas.
Se rodó la serie para TeleWeek "Buscando mi pasado", estrenada en 2010.
Los habitantes de San Agustín no esconden el orgullo por su pasado español, del que hay vestigios permanentes en el paisaje urbano. Y todavía hoy los nombres de las calles denotan la pasada presencia hispana: las calles de Valencia, de Granada, de Córdoba, de De Soto, de Avilés, de Cádiz, de Zaragoza, de la artillería; y las casas con blasones, el Hospital Militar, la casa de los Mesa, la de los Peso de Burgo, la de los Ximénez-Fatio, la de los Hita, la de los Gallegos, y hasta la catedral, en la que campean los escudos español y estadounidense, hacen eco de lo que la ciudad fue. Y ese eco resuena incluso en la vida local, toda vez que, aunque se trata de una ciudad en la que la lengua inglesa prevalece, se mezclan en el habla local palabras del español colonial y hasta la vida es mucho más a la española que en otras ciudades norteamericanas: calles estrechas, terrazas junto a los bares, parques donde corretean los niños, iglesias y misa de doce.

## Geografía
Se extiende la vieja ciudad española a lo largo de la península que se forma entre la bahía de Matanzas y la desembocadura del río San Sebastián, amparada, unas millas al sur, por el castillo de Matanzas, y al norte, por la imponente mole del castillo de San Marcos, sobre los que hoy, por gracia de la Administración norteamericana, no ondea la bandera de las barras y las estrellas, sino la blanca con la cruz de Borgoña, en un elegante gesto de respeto al propio pasado hispano.
San Agustín está localizada a 29°53′39″ N, 81°18′48″ O (29.894264, -81.313208).
La ciudad tiene una superficie total de 27,8 km², 21,7 km² de tierra y 6,1 km² de agua. El área total de agua representa el 21,99%.
Acceso al océano Atlántico por el canal de San Agustín del río Matanzas.

## Atracciones
- Castillo de San Marcos
- Fuerte Matanzas

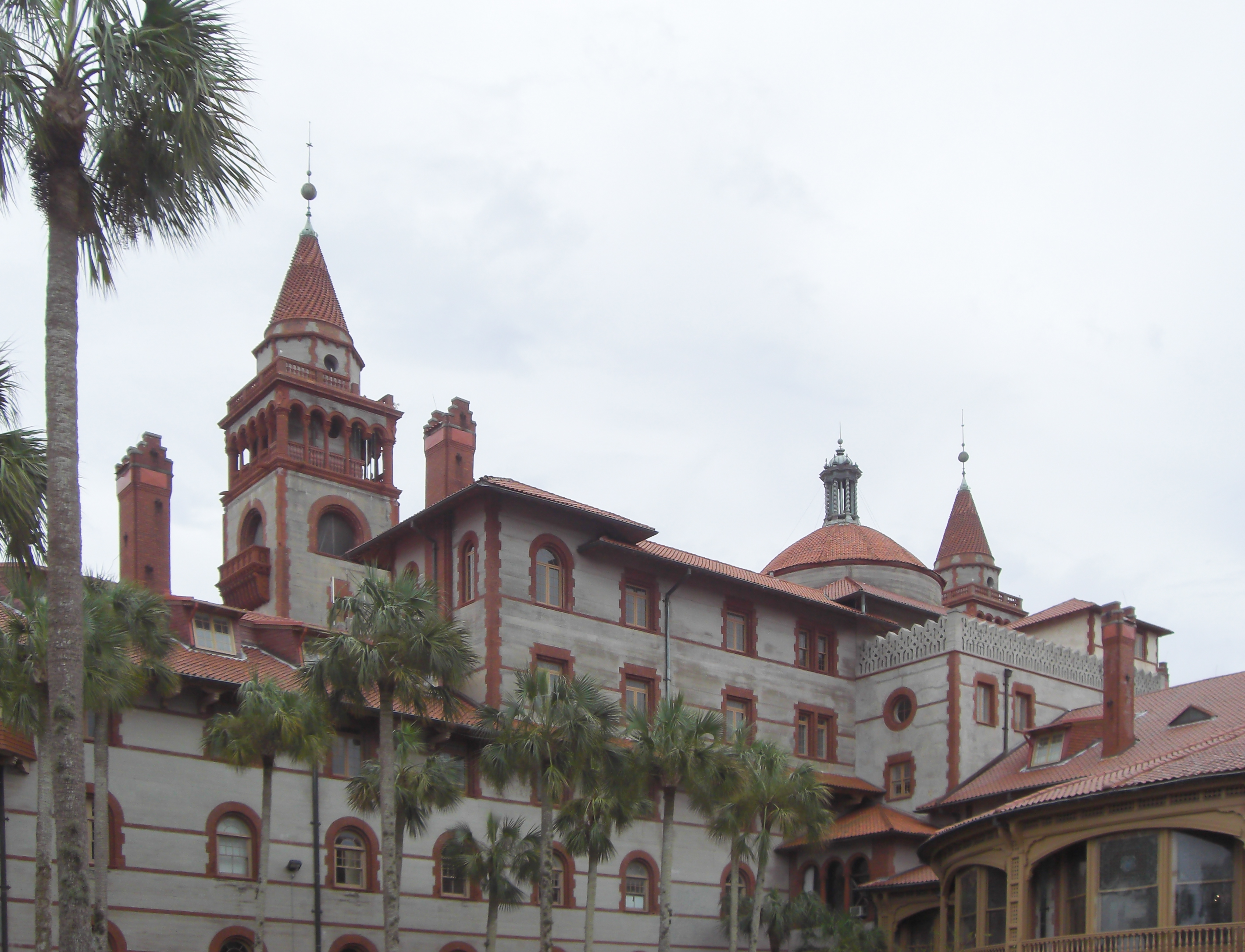
Instituto Flagler San Agustín.

- Instituto Flagler, con el antiguo hotel Ponce de León.
- Ghost Tours — Giras de lugares embrujados. Parten de la esquina de la calle Charlotte y la calle Cuna.
- Museo Lightner, en el antiguo hotel Alcázar.
- Plaza de la Constitución
- Catedral basílica de San Agustín

## Educación
La ciudad tiene la Escuela de Sordos y Ciegos de la Florida, la escuela del gobierno estatal para ciegos y sordos.

## Demografía
Según el censo de 2010, había 12.975 personas residiendo en San Agustín. La densidad de población era de 392,48 hab./km². De los 12.975 habitantes, San Agustín estaba compuesto por el 84,18% blancos, el 11,61% eran afroamericanos, el 0,4% eran amerindios, el 1,25% eran asiáticos, el 0,09% eran isleños del Pacífico, el 0,82% eran de otras razas y el 1,64% pertenecían a dos o más razas. Del total de la población el 5,06% eran hispanos o latinos de cualquier raza.

## Ciudades hermanadas
- — Menorca (Islas Baleares, España)
- — Avilés (Asturias, España)
- — Cartagena de Indias, Colombia
- — Santo Domingo, República Dominicana
- — Cádiz, España
- — San Miguel de Allende, México